# Tarık Akan
Tarık Akan (ur. 13 grudnia 1949 w Stambule, zm. 16 września 2016 tamże) – turecki aktor, producent filmowy.

## Wybrana filmografia
- Tatlı Dillim (1972)
- Canım Kardeşim (1973)
- Hababam Sınıfı (1975)
- Hababam Sınıfı Sınıfta Kaldı (1975)
- Kanal (1978)
- Maden (1978)
- Adak (1979)
- Droga (1982)
- Pehlivan (1984)
- Ses (1986)
- Berdel (1990)
- Uzun ince Bir Yol (1991)
- Hayal Kurma Dersleri (2000)
- Meşrutiyet – Abdülhamit Düşerken (2002)
- Gülüm (2002)
- Vizontele Tuuba (2004)
- Piano Girl (2009)